# Sant’Agata li Battiati
Sant’Agata li Battiati ist eine Stadt der Metropolitanstadt Catania in der Region Sizilien in Italien mit 9270 Einwohnern (Stand 31. Dezember 2023).

## Lage und Daten
Sant’Agata li Battiati liegt 10 km nördlich von Catania am Südosthang des Ätnas. Die Einwohner arbeiten hauptsächlich in der Landwirtschaft.
Die Nachbargemeinden sind Catania, Gravina di Catania, San Giovanni la Punta und Tremestieri Etneo.

## Geschichte
Der Ort entstand nach einem Erdbeben 1444.

## Sehenswürdigkeiten
- Kirche der Heiligen Agatha geweiht

## Veranstaltungen
- Fest des Schutzpatrons San Lorenzo am 10. August